# Шекер-асасы

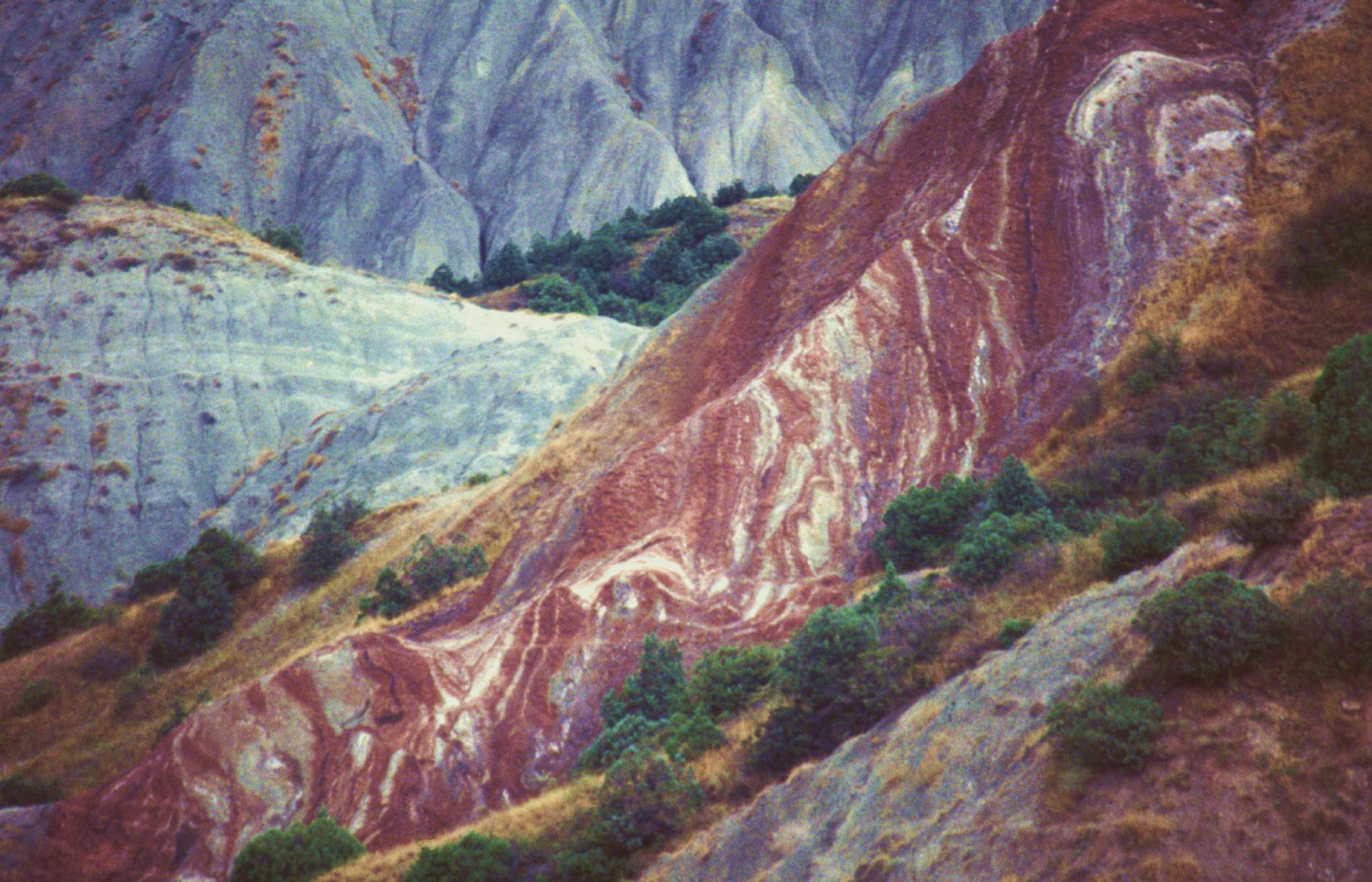
Горы Шекер-асасы возле Алтыагача

Шекер-асасы, (азерб. Şəkər əsası dağları) иной вариант — Агатовые горы — сланцевые горы в Хызинском и Сиазанском районах Азербайджана.
Название гор впервые упоминается в книге «Экскурсии из Азербайджана в Грузию» британского писателя-путешественника Марка Эллиота. Свой цвет горы приобрели в результате воздействия грунтовых вод, которые изменили степень окисления соединений железа в земле.
Горы содержат белемниты мелового периода.
В Агатовых горах Хызы частью проходили съёмки советского художественного фильма «Всадник без головы».